# Thomas Diethart
Pour les articles homonymes, voir Diethart.
Thomas Diethart, né le 25 février 1992 à Tulln an der Donau, est un sauteur à ski autrichien. Il a notamment remporté la tournée des quatre tremplins 2013-2014.

## Biographie
Membre du club d'Hinzenbach, il prendre à ses premières compétitions officielles de la FIS en 2007. À l'été 2009, il fait ses débuts dans la Coupe continentale en Slovénie et monte sur le podium à Kranj.
Thomas Diethart fait ses débuts en coupe du monde en janvier 2011 à Innsbruck et marque ses premiers points (28e). Il gagne son premier et seul concours de Coupe continentale à Brotterode un mois plus tard. Pendant la saison 2013-2014, après être de nouveau sélectionné en Coupe du monde, il est notamment quatrième à Engelberg. Peu après, il remporte la tournée des quatre tremplins grâce à une troisième place à Oberstdorf et une victoire à Garmisch-Partenkirchen, qui constituent son premier podium et sa première victoire en coupe du monde, ainsi qu'une cinquième place à Innsbruck et une victoire à Bischofshofen. À l'âge de 21 ans et 315 jours, c'est le plus jeune vainqueur de cette compétition depuis 1999,. Diethart est médaillé d'argent par équipes aux Jeux olympiques de 2014, tandis qu'il est quatrième au petit tremplin. Après avoir subi plusieurs graves chutes au cours de ces dernières années, Thomas Diethart décide de mettre un terme à sa carrière le 23 avril 2018.
En 2020, il obtient un rôle d'entraîneur dans l'équipe nationale allemande.

## Palmarès

### Jeux olympiques
| Épreuve / Édition | Sotchi 2014 |
| Petit tremplin    | 4e          |
| Grand tremplin    | 32e         |
| Par équipes       | Argent      |

### Championnats du monde
| Épreuve / Édition | Falun 2015 |
| Petit tremplin    | 27e        |

### Championnats du monde de vol à ski
| Épreuve / Édition | Harrachov 2014 |
| Individuel        | 9e             |
| Par équipes       |                |

### Coupe du monde
- Meilleur classement général : 8e en 2014.
- Vainqueur de la Tournée des quatre tremplins 2013-2014.
- 3 podiums individuels : 2 victoires et 1 troisième place.
- 4 podiums en épreuve collective, dont 2 victoires.

#### Différents classements en Coupe du monde
| Année     | Classement général final |
| 2010-2011 | 75e                      |
| 2013-2014 | 8e                       |
| 2014-2015 | 43e                      |

#### Victoires
| Année | Lieu                                                        |
| 2014  | Garmisch-Partenkirchen (Allemagne) Bischofshofen (Autriche) |

### Coupe continentale
- 9 podiums, dont 1 victoire.